# Larissa Claaßen
Larissa Claaßen (* 6. März 1995 in Bad Essen) ist eine deutsche Volleyball- und Beachvolleyballspielerin.

## Karriere Halle
Claaßen begann ihre Karriere beim VfL Lintorf. Anschließend spielte sie bis 2013 beim SV Bad Laer. 2012 wurde sie Vizemeisterin der U18. Mit der niedersächsischen Landesauswahl wurde sie von 2010 bis 2012 außerdem dreimal Dritte. 2013/14 studierte sie am North Idaho College und spielte in der Mannschaft Cardinals. 2014 wechselte die Außenangreiferin nach Erfurt zum Zweitligisten SWE Volley-Team. In der Saison 2014/15 erreichte sie mit der Mannschaft den sechsten Platz. In der folgenden Saison gelang dem Team als Zweitplatzierter der Aufstieg in die erste Liga. Claaßen wechselte 2016 jedoch zum Drittligisten TV Villingen.

## Karriere Beach
Claaßen spielte von 2008 bis 2013 diverse Nachwuchsturniere mit wechselnden Partnerinnen. Von 2013 bis 2016 spielte sie nur noch vereinzelte Turniere. Seit 2018 bildet sie ein Team mit Nina Interwies. Auf der Techniker Beach Tour 2018 kamen Claaßen/Interwies in Münster über die Qualifikation ins Hauptfeld und belegten den 13. Platz. In Düsseldorf erreichten sie den fünften Platz. In Kühlungsborn standen sie direkt im Hauptfeld und wurden wieder Fünfte. Danach gab es zwei 13. Plätze in Leipzig und Zinnowitz. Damit schafften Claaßen/Interwies in ihrem ersten gemeinsamen Jahr die Qualifikation für die Deutsche Beachvolleyball-Meisterschaft 2018 in Timmendorfer Strand, wo sie ebenfalls den 13. Platz belegten. Die Techniker Beach Tour 2019 begannen sie mit zwei neunten Plätzen in Münster und Düsseldorf. In Nürnberg kamen sie auf den 13. Rang und in Dresden wurden sie wieder Neunte. Bei den Strandturnieren gab es drei fünfte Plätze und in Kühlungsborn den 13. Rang. Die Deutsche Beachvolleyball-Meisterschaft 2019 schlossen Claaßen/Interwies wie im Vorjahr auf dem 13. Platz ab. 2020 qualifizierten sie sich über die Comdirect Beach Tour 2020 für die deutsche Meisterschaft.